# Régime enregistré d'épargne-études
Le régime enregistré d'épargne-études (REEE) permet aux épargnes pour les études de croître à l'abri de l'impôt dans un régime d'épargne spécial enregistré par le Gouvernement du Canada jusqu'à ce que l'enfant nommé dans le REEE s'inscrive à un programme d'études postsecondaires. Le REEE est un régime d'épargne-études (REE) qui a été enregistré auprès de l'Agence du revenu du Canada. Le REEE est administré par Ressources humaines et Développement des compétences Canada (RHDCC). La personne qui ouvre le compte est appelée le souscripteur alors que la personne qui touchera l'argent versé dans le compte est appelé le bénéficiaire. Lorsque le bénéficiaire s'inscrit à un programme d'études postsecondaires admissible, il peut commencer à retirer de l'argent du régime,.

## Admissibilité
Un REEE peut être ouvert dès la naissance d'un enfant. Pour ouvrir un REEE, le souscripteur et le bénéficiaire doivent chacun avoir un numéro d'assurance sociale. Le souscripteur n'est pas obligé d'être un citoyen canadien pour ouvrir un REEE. Un résident permanent ou un immigrant admis, peut aussi ouvrir un REEE pour un enfant. Un parent, un grand-parent, un autre membre de la famille ou un ami peut procéder à l'ouverture d'un REEE pour un enfant. Un souscripteur peut même ouvrir un REEE pour lui-même s'il envisage de poursuivre ses études.

## Impôt
Le souscripteur verse des sommes au REEE qui s'accumulent à l'abri de l'impôt. Toutefois, les contributions ne sont pas déductibles du revenu imposable.
Seul le bénéficiaire paie de l'impôt sur l'argent retiré. Étant donné que de nombreux étudiants ont peu ou pas de revenus, ils paient habituellement peu d'impôt ou n'en paient pas du tout lorsqu'ils retirent de l'argent du régime.

## Investissements autorisés
À quelques exceptions près, la Loi de l'impôt sur le revenu permet les mêmes types de placement pour un REEE que pour un régime enregistré d'épargne-retraite (REER).
Les types de placement suivants figurent parmi les investissements admissibles dans un REEE :
- certificats de placement garanti (CPG) ;
- obligations et autres titres de créance du gouvernement du Canada, d'une province, d'une municipalité ou d'une société d'État ;
- actions cotées dans des bourses désignées au Canada ou dans un pays étranger ;
- obligations et autres titres de créance d'une société dont les actions sont cotées dans des bourses désignées au Canada ou dans un pays étranger ;
- fonds réservés ;
- placements prévus par règlement (certaines hypothèques, unités ou actions d'un fonds commun de placement et actions de petites entreprises commerciales).

L'éventail d'options d'investissement que les institutions financières offrent aux consommateurs voulant investir dans un REEE peut être beaucoup plus restreint. Certaines institutions financières offrent une gamme limitée de leurs fonds communs de placement comme options d'investissement dans un REEE.

## Subventions du gouvernement canadien
Le gouvernement canadien offre des incitatifs spéciaux à l'épargne. Il contribue aux cotisations dans le REEE au moyen de la Subvention canadienne pour l'épargne-études (SCEE). Le gouvernement aide davantage les bénéficiaires des familles à revenu modeste qui peuvent recevoir la Subvention canadienne pour l'épargne-études bonifiée et un Bon d'études canadien. Les Albertains qui cotisent à un REEE sont également admissibles à une autre subvention, en vertu du Centennial Education Savings Plan de la province.

### Subvention canadienne pour l'épargne-études
La Subvention canadienne pour l'épargne-études (SCEE) a été instaurée le 1er janvier 1998. Cette subvention, versée par le gouvernement du Canada, équivaut à au moins 20 % de la cotisation au REEE, selon le revenu. Le montant dépend de la cotisation et de la situation familiale du bénéficiaire. Quel que soit le revenu net de la famille du bénéficiaire, la subvention donne au moins 0,20 $ pour chaque dollar sur la première tranche de 2 500 $ des épargnes annuelles réalisées dans le REEE au nom d'un bénéficiaire.

### Subvention canadienne pour l'épargne-études bonifiée
Selon le revenu familial net, l'enfant pourrait recevoir une subvention supplémentaire sur les épargnes du REEE. Si le revenu familial net est inférieur à 38 832 $ (2004, mis à jour chaque année en fonction du taux d'inflation), la subvention est de 0,40 $ pour chaque dollar sur la première tranche de 500 $ qui a été économisés dans le REEE de l'enfant chaque année.; si le revenu familial net est entre 38 832 $ et 77 664 $ (2004, mis à jour chaque année en fonction du taux d'inflation), la subvention est de 0,30 $ pour chaque dollar de la première tranche de 500 $ qui a été économisés dans le REEE de l'enfant chaque année.
Au fil des ans, la SCEE s'accumule et pourrait totaliser 7 200 $.

### Bon d'études canadien
Le Bon d'études canadien (BEC) est une subvention du gouvernement du Canada créée par le budget fédéral de 2004 pour aider les familles à revenu modeste à commencer à épargner tôt en vue des études post-secondaires de leur ou leurs enfants. Cette subvention est disponible pour les enfants nés après le 1er janvier 2004 si sa famille touche le Supplément de la prestation nationale pour enfants.
Pour savoir si une famille est admissible au Supplément de la prestation nationale pour enfants, elle doit présenter une demande de Prestation fiscale canadienne pour enfants (PFCE) à l'Agence du revenu du Canada. Il est possible d'obtenir le formulaire de demande de PFCE ainsi que des renseignements supplémentaires auprès de l'Agence du revenu du Canada. Le Supplément est généralement destiné aux familles ayant un revenu annuel net inférieur à 37 178 $ (2004, mis à jour chaque année en fonction du taux d'inflation).
Pour les familles admissibles, le gouvernement effectue un versement de 500 $ au Régime enregistré d'épargne-études (REEE) d'un enfant. Les familles qui reçoivent le Bon d'études canadien obtiennent aussi des paiements supplémentaires de 100 $ par année pendant 15 ans au maximum, dans la mesure où elles touchent le Supplément de la prestation nationale pour enfants. Le gouvernement ajoute un montant de 25 $ au premier bon de 500 $ pour aider à payer les frais d'ouverture d'un REEE. Le souscripteur n'est pas obligé de cotiser à un REEE pour obtenir le Bon d'études canadien. Le gouvernement du Canada déposera le BEC dans le REEE d'un enfant, même s'il n'y a pas d'argent dans le régime.

## Subvention du gouvernement québécois
L'incitatif québécois à l'épargne-études (IQEE) est une mesure fiscale du gouvernement québécois qui encourage les familles québécoises à épargner pour les études de leurs enfants et de leurs petits-enfants. Cette mesure est en vigueur depuis le 21 février 2007.
Elle prend la forme d'un crédit d'impôt remboursable qui sera versé directement dans un REEE ouvert chez un fournisseur de REEE qui offre l'IQEE. L'IQEE n'est pas un crédit d'impôt qui est demandé dans la déclaration de revenus. C'est le fiduciaire désigné par le fournisseur du REEE qui en fera la demande auprès de Revenu Québec.

### Montant de base
Un compte de REEE peut recevoir, pour une année, une somme correspondant à 10 % des cotisations nettes versées dans l'année, jusqu'à concurrence de 250 $. Depuis 2008, un montant de droits accumulés pendant les années précédentes peut s'ajouter au montant de base, jusqu'à concurrence de 250 $ par année.

### Majoration du montant
Pour aider les familles à faible ou moyen revenu, une majoration pouvant atteindre 50 $ par année, calculée en fonction du revenu familial, peut être ajoutée au montant de base.

### Limite
Le montant cumulatif de l'IQEE accordé à l'égard d'un bénéficiaire ne pourra excéder 3 600 $ pour l'ensemble des REEE dont il est bénéficiaire.

## Fournisseurs
Un REEE peut être ouvert dans la plupart des institutions financières comme les banques, les coopératives, les caisses d'épargne, les sociétés de fiducie, les courtiers en valeurs mobilières mais aussi auprès d'un fournisseur de régimes collectifs ou de services financiers.

Les entreprises à but non lucratif redistribuent aux futurs étudiants tous les surplus gagnés.

## Cotisation
Chaque REEE est différent. Certains REEE n'exigent pas de dépôt minimum, alors que d'autres en exigent. Le montant qui est versé dans un REEE dépend du régime. Certains REEE exigent des cotisations mensuelles.
Il y a une limite maximale quant au montant qui peut être versé dans un REEE. Pour chaque enfant, la limite de cotisation maximale pour tous les REEE est de 50 000 $.

## Types de régimes offerts
Il existe trois types de régimes.
Régime individuel
Le régime individuel est pour un seul bénéficiaire. Le bénéficiaire n'a pas à avoir un lien de sang avec le souscripteur.
Régime familiale
Le régime familiale est pour plusieurs bénéficiaires, liés au souscripteur par un lien de sang ou d'adoption. La subvention versée au REEE par le gouvernement peut être partagée entre tous les bénéficiaires. Si un bénéficiaire décide de ne pas poursuivre ses études après l'école secondaire, les autres bénéficiaires peuvent quand même utiliser l'argent du régime.
Régime collectif
Les économies du souscripteur sont mises en commun avec celles d'autres personnes. Le montant d'argent que le bénéficiaire reçoit dépend de la somme versée dans le compte commun et du nombre total d'étudiants du même âge qui font des études au cours d'une année donnée. Habituellement, le souscripteur doit signer un contrat aux termes duquel il accepte de cotiser régulièrement au régime pour une durée déterminée. Les régimes collectifs sont offerts et gérés par des courtiers en programmes de bourses d'études ou en régimes collectifs.

## Revenus
Il est avantageux pour le souscripteur de cotiser tôt pour maximiser les revenus.

## Frais de services et restrictions
Certains fournisseurs de REEE exigent des frais pour ouvrir et tenir le compte REEE, tandis que d'autres n'en exigent pas.

## Autres régimes enregistrés au Canada
- Le Régime de pension agréée (RPA)
- Le Régime enregistré d'épargne-retraite (REER)
- Le Compte d'épargne libre d'impôt (CÉLI)
- Le Régime d'épargne-actions (RÉA, au Québec)

## Articles
- REEE et subventions
- Le REEE, fonctionnement
- Stratégies de retraits des REEE